# Paris Lenon
Paris Michael Lenon (Lynchburg, 26 novembre 1977) è un ex giocatore di football americano statunitense che ha giocato nel ruolo di linebacker nella National Football League (NFL). Al college ha giocato a football all'Università di Richmond.

## Carriera professionistica

### Carolina Panthers
Lenon firmò coi Carolina Panthers come free agent non scelto nel Draft NFL 2000 ma fu svincolato il 9 giugno 2000.

### Memphis Maniax
Dopo avere trascorso la stagione 2000 lontano dal football, Lenon fu membro dei Memphis Maniax nell'unica stagione della X Football League nel 2001.

### Green Bay Packers
Dopo la stagione nella XFL, Lenon firmò coi Green Bay Packers il 26 aprile 2001. Fu svincolato il 24 luglio 2001.

### Seattle Seahawks
Lenon firmò coi Seattle Seahawks il 16 agosto 2001 ma fu nuovamente svincolato il 27 agosto dello stesso anno.

### Ritorno ai Packers
Lenon tornò ad unirsi ai Packers il dicembre, con cui rimase nella squadra di allenamento nella stagione regolare e nei playoff. Nel 2002 disputò tutte le 16 partite della stagione regolare della squadra, principalmente con gli special team. Non saltò alcuna gara anche nelle due stagioni successive, scendendo in campo anche quattro volte come linebacker titolare nel 2004. Nel 2005, la sua ultima stagione a Green Bay, disputò 12 partite.

### Detroit Lions
Lenon firmò un contratto triennale per passare ai Detroit Lions il 22 marzo 2006. La stagione 2007 fu la migliore della sua carriera: mise a segnò 116 tackle, 2 fumble forzati e un intercetto. Guidò la sua squadra in tackle anche nella stagione successiva, quando per il terzo anno consecutive disputò tutte le 16 partite come titolare.

### New England Patriots

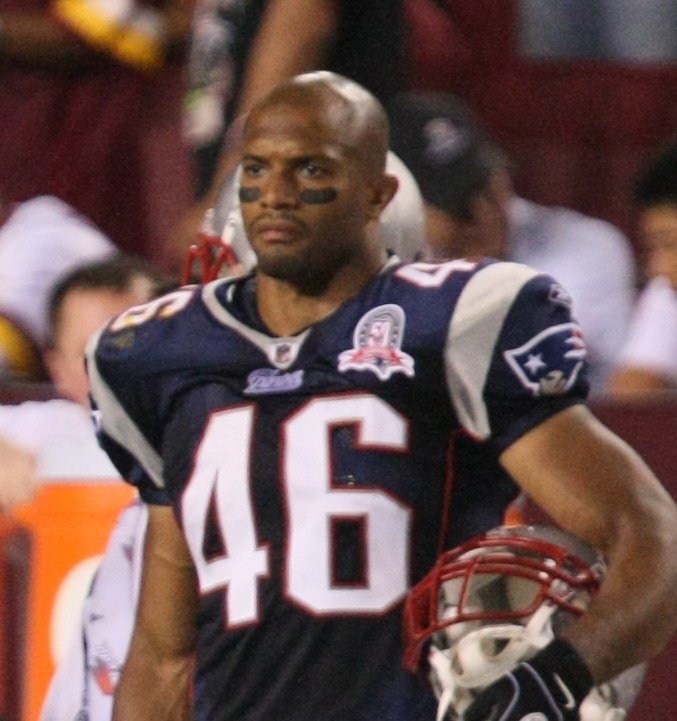
Lenon nell'agosto 2009 coi Patriots.

Lenon firmò coi New England Patriots il 27 maggio 2009 ma fu svincolato il 5 settembre 2009.

### St. Louis Rams
Lenon si aggregò così ai St. Louis Rams il 16 settembre 2009, divenendo il linebacker sul lato debole titolare dopo che Will Witherspoon fu scambiato coi Philadelphia Eagles. Concluse l'annata guidando la squadra con tre fumble forzati.

### Arizona Cardinals
Paris firmò con gli Arizona Cardinals il 15 marzo 2010 con cui disputò tre stagioni non saltando una sola gara come titolare, stabilendo nel 2010 il nuovo primato in carriera stagionale per tackle (125) e nel 2011 per sack (3,0)

### Ritorno ai Lions
Lenon fece ritorno Detroit Lions il 20 giugno 2013 ma fu svincolato nella pre-stagione.

### Denver Broncos
Il 20 agosto 2013, Lenon passò ai Denver Broncos. Partì come titolare nel Super Bowl XLVIII contro i Seattle Seahawks ma i Broncos furono battuti in maniera nettissima per 43-8.

## Palmarès

### Franchigia
- American Football Conference Championship: 1

Denver Broncos: 2013

## Statistiche
| Partite totali      | 189  |
| Partite da titolare | 128  |
| Tackle              | 831  |
| Sack                | 12,0 |
| Intercetti          | 5    |
| Touchdown           | 1    |
| Fumble forzati      | 10   |

Statistiche aggiornate alla stagione 2013